# Anabarhynchus westlandensis
Anabarhynchus westlandensis är en tvåvingeart som beskrevs av Lyneborg 1992. Anabarhynchus westlandensis ingår i släktet Anabarhynchus och familjen stilettflugor. Inga underarter finns listade i Catalogue of Life.